# Caballo palomino

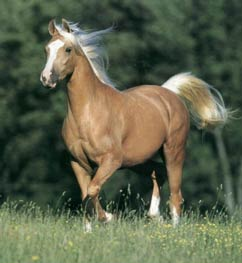
Caballo con capa palomino.

El palomino es una capa equina de color ocre dorado con las crines y cola de color blanco argénteo, comúnmente vista como una característica de las razas americanas aunque no sea realmente así. El manto dorado con crines y cola blancas es una herencia que procede del caballo español, que también está presente esporádicamente en el caballo cuarto de milla y el Saddlebred.
El gen crema es el que ocasiona esta capa. Es un gen dominante incompleto, lo que significa que cuando hay un solo alelo (heterocigocia) causa la desaparición de cerca del 50 % del pigmento rojo (feomelanina), diluyendo ligeramente la capa alazana y originando el color ocre dorado. Siendo «e» el gen de color rojo y «Cr» el gen crema, la fórmula genética de la capa palomino será «eeCr».
Debido a su color distintivo, los palominos se destacan en un ring de exhibición y son muy buscados como caballos de desfile. Fueron particularmente populares en el cine y la televisión durante las décadas de 1940 y 1950. Uno de los caballos palomino más famosos fue Trigger , conocido como “el caballo más inteligente de las películas”, la fiel montura de la estrella vaquera de Hollywood  Roy Rogers. Otro palomino famoso fue Mister Ed (nombre real Bamboo Harvester ) que protagonizó su propio programa de televisión en la década de 1960. Un palomino también apareció en el programa Xena: Warrior Princess (1995-2001). Xena: El caballo de Argo fue representado por una yegua palomino. Argo fue interpretado principalmente por Tilly. En la cría de caballos actual, el color palomino se puede crear cruzando un castaño con un cremello.

## Etimología
Existen varias teorías sobre el origen del nombre "palomino". El más frecuente evoca un apellido español bastante común. La aparición del pelaje palomino en los caballos ibéricos hace que esta teoría sea aún más creíble. Según una de estas teorías, a Juan de Palomino le habría ofrecido un caballo de este color Hernán Cortés. Otra teoría apunta a la influencia del nombre de una variedad de uva española. Por último se ve en él una deformación del nombre de las palomas en Idioma español, en cualquier caso, el nombre palomino no fue de uso común en los Estados Unidos hasta la década de 1920.

## Historia

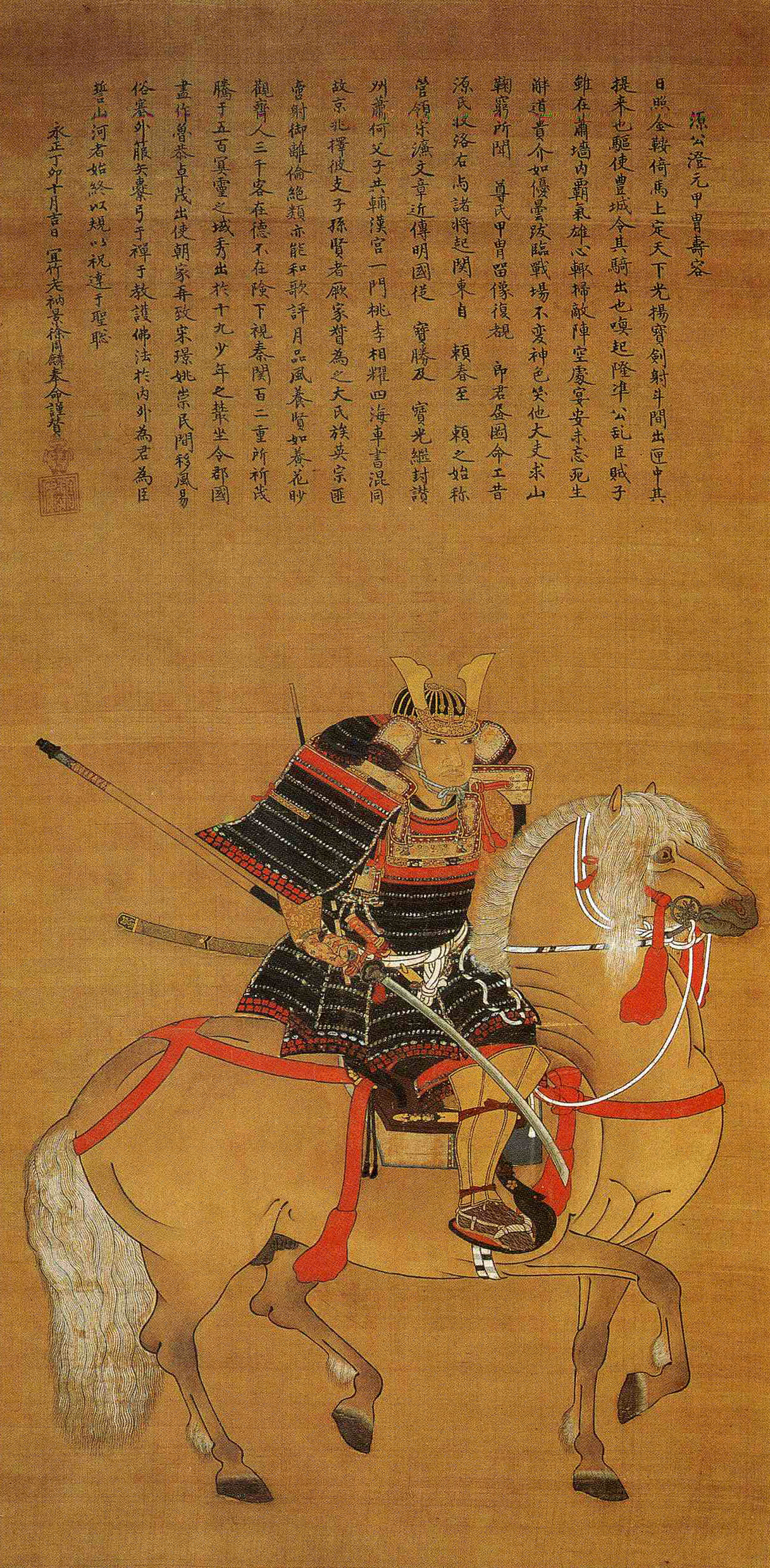
Hosokawa Sumimoto a caballo (en un palomino), pintura de Kanō Motonobu realizada en 1507, Museo Eisei Bunko.

En el imaginario colectivo, este vestido a menudo se asocia con caballos estadounidenses. En realidad, no tiene especificidad norteamericana, siendo conocido desde hace mucho tiempo y en muchas partes del mundo, ya sea a través de documentos escritos, iconografía o mitos y leyendas, tanto en Europa como en Asia. Que en el norte de África, especialmente entre caballos ibéricos y barbudos. La literatura antigua evoca "caballos de oro", en la Ilíada de Homero: según Bernard Sergent, la etimología del nombre de Janto, uno de los caballos del carro de Aquiles, se refiere a "rubio, castaño". Es posible que esto se refiera a un caballo con un pelaje palomino, o una crin lavada castaña. En la mitología nórdica, algunos caballos tienen nombres como Gullfaxi ("crin dorada" ) y Gulltoppr " Tupé dorado" o "Crin dorada", que también parecen referirse a este vestido.
El arte chino, persa y japonés muestra claramente estos caballos. El gen responsable de este color de pelaje podría provenir de la raza Beard, o el árabe, sin embargo, estos genes de color desaparecieron del acervo genético árabe después, posiblemente debido a la selección dirigida a eliminarlos. Los relatos de las Cruzadas mencionan el "caballo de oro" entre los ejércitos moriscos y árabes. El propio Saladino le habría regalado un palomino a Ricardo Corazón de León. Sin embargo, el origen exacto del vestido aún no se ha definido científicamente, y circulan muchas leyendas al respecto.
La reina Isabel la Católica probablemente fomentó la cría de palominos, reservando su uso solo a los nobles. Es probable que el "color gen" responsable de la vestimenta, el gen crema, que llegó a América en el siglo XVI, con los caballos de los conquistadores. Un documento menciona cinco yeguas y un semental enviados a Nueva España (México) a instancias de la reina Isabel. A partir de ahí, el gen del color presumiblemente se propagó a las granjas de caballos en Texas y California. Aunque desconocen la genética de los mantos, los colonos españoles muestran un gran dominio en la cría de caballos con mantos dorados. Un libro impreso en 1774 especifica que voluntariamente emparejan yeguas con un abrigo claro con sementales más oscuros.
Desde entonces, los "caballos de colores" han seguido siendo muy populares en las Américas. Son objeto de cría específica por parte de indios y colonos de América del Norte, lo que explica por qué los caballos palomino son relativamente comunes en América del Norte. La gran popularidad de este color está atestiguada por la cantidad de asociaciones de criadores que se formaron para obtenerlo.

## Cría
Aunque no se considera una raza en sentido estricto, en Estados Unidos es un manto muy popular y tiene una asociación dedicada a su conservación, la American Palomino Horse Association, que registra los individuos que presentan esta característica genética; pero para que un individuo sea registrado debe estar presente en un registro de raza como el Cuarto de Milla, el caballo árabe, el español o el purasangre.

## Características
El caballo palomino es bastante fácil de reconocer debido a su pelaje. Su color clásico es el de una "moneda de oro nueva", pero también existen variantes más claras o más oscuras. Se sabe que el pelaje es muy escalable, los palominos a menudo nacen con un tono más claro que el que tendrán siendo adultos y se oscurecen con la edad. Sin embargo, nunca llegan a ser castaños. El palomino también puede tener una mezcla de color negro que aparece en la crin y la cola. El pelaje también es bien conocido por exhibir variaciones estacionales, apareciendo más oscuro en verano y más claro en invierno.
Su cuerpo musculoso lo hace un caballo con mucha fuerza. Es de tipo compacto, con patas robustas y cuello corto. Su altura varía entre 145 y 165 cm y en promedio vive unos treinta años.
Son animales cariñosos, inteligentes, ágiles, veloces y resistentes cuyo principal uso se da en ranchos.

## Colores confundidos con palomino

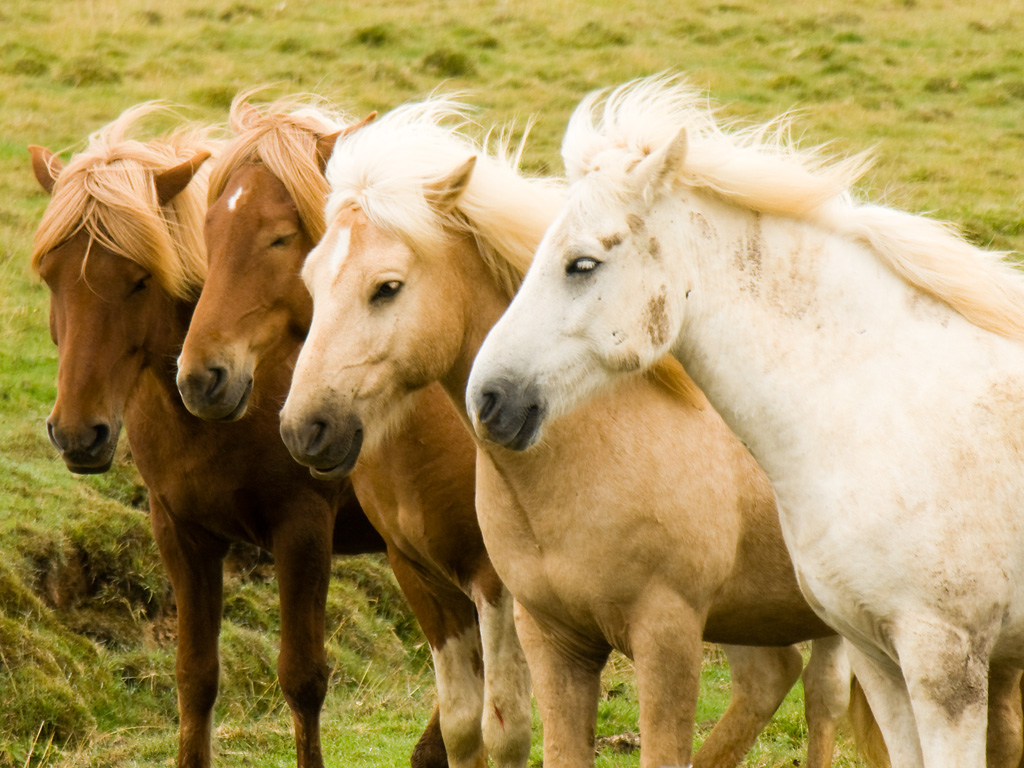
De izquierda a derecha: dos castaños con crines rubias, un palomino y un gris.

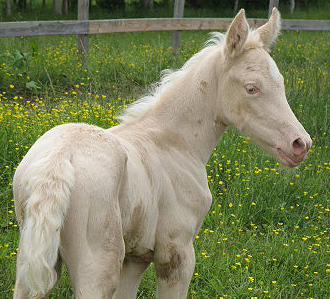
Un potro cremello, que muestra la piel rosada y los ojos azules característicos de la dilución completa.

Muchos caballos que no son palominos también pueden tener un pelaje dorado o tostado y una crin y una cola claras.
- Castaño con crin y cola flaxen: los castaños más claros con una crin y cola de color crema claro llevan un gen flaxen, pero no una dilución de crema. Por ejemplo, la raza Haflinger tiene muchos castaños claros con lino que pueden parecerse superficialmente al palomino oscuro, pero no hay un gen crema en la raza.
- Los cremellos (bayos) llevan dos copias del gen crema y tienen una crin y una cola claras, pero también un pelaje de color crema, piel rosada y ojos azules.
- El gen champán es el imitador del palomino más similar, ya que crea un pelaje de color dorado en algunos caballos, pero los champán dorados tienen piel clara con manchas , ojos azules al nacer y ojos ámbar o avellana en la edad adulta.[23]
- Los caballos con un pelaje marrón muy oscuro pero una crin y cola rubias a veces se denominan "palomino chocolate", y algunos registros de color palomino aceptan caballos de ese color. Sin embargo, esta coloración no es genéticamente palomino. Hay dos formas principales de crear el color. El más conocido es un castaño de hígado con una crin y una cola rubias. La genética que crea crines y colas de color rubio claro en caballos castaños aún no se comprende completamente, pero no es lo mismo que la dilución en crema. El otro mecanismo genético se deriva del gen de la mancha plateada, que aclara un pelaje negro a marrón oscuro y afecta la crin y la cola con más fuerza, diluyéndose a crema o casi blanco.[24]
- Los isabelinos tienen un pelaje dorado, pero una crin y una cola negras. La piel de ante también se crea por la acción de un solo gen de la crema, pero sobre un abrigo de laurel.
- Los caballos dun tienen un cuerpo bronceado con una crin y una cola más oscuras, además de marcas primitivas como una raya dorsal a lo largo de la columna y rayas horizontales en la parte superior de la espalda del antebrazo.
- El gen de la perla en un estado homocigoto crea un pelaje de color albaricoque con piel pálida. Cuando se cruza con un solo gen de la crema, el caballo resultante, a menudo llamado "pseudo-doble-diluido", parece visualmente un cremello.

## Registros de razas de color

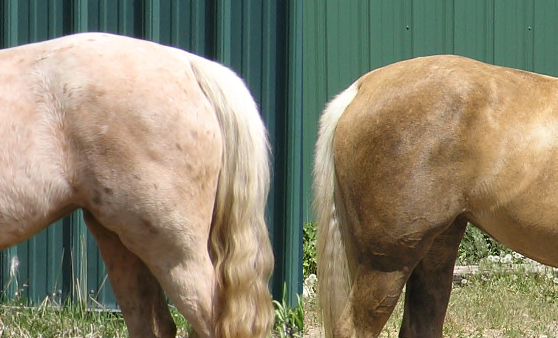
Variación entre los colores del manto en invierno y verano del mismo caballo palomino.

En Estados Unidos, algunos caballos palomino se clasifican como una raza de color. Sin embargo, a diferencia del  Appaloosa o del Frisón, que son razas distintas que también tienen una preferencia de color única, los registros de la raza de color palomino suelen aceptar una amplia gama de razas o tipos si los animales tienen un color dorado adecuado.  Sin embargo, el palomino no puede ser una verdadera  raza de caballos, porque el color palomino es un gen de dominante completa y no se reproduce "de verdad". Un palomino cruzado con un palomino puede dar lugar a un palomino en un 50% de las ocasiones, pero también podría producir un castaño (25% de probabilidad| ) o un cremello (25% de probabilidad). Por lo tanto, el palomino es simplemente un color parcialmente expresado alelo y no un conjunto de características que conforman una "raza".
Debido a que el registro como palomino en un registro de razas de color se basa principalmente en el color del pelaje, los caballos de muchas razas o combinación de razas pueden calificar. Algunas razas que tienen representantes palominos son el Saddlebred americano, el Caballo Tennessee Walking, el Morgan y el Cuarto de Milla. El color es bastante raro en el pura sangre, pero de hecho se da y está reconocido por el Jockey Club. Algunas razas, como el Haflinger y el Arabian, pueden parecer palominos, pero son genéticamente castaños con crines y colas de color lino, ya que ninguna de las dos razas es portadora del gen de dilución de la crema.  Sin embargo, a pesar de su falta de ADN crema, algunos registros de color palomino han registrado estos caballos si su color de pelaje entra dentro de la gama aceptable de tonos.
Mientras que el estándar de color utilizado por las organizaciones de palomino suele describir el color ideal del cuerpo como el de una "moneda de oro recién acuñada" (a veces erróneamente se dice que es un penique), a menudo se acepta una gama de color de cuerpo más amplia, que va desde un color blanco crema hasta un color chocolate profundo y oscuro ("palomino chocolate") que en realidad puede ser gen plateado o castaño plateado con crines y cola de lino. 

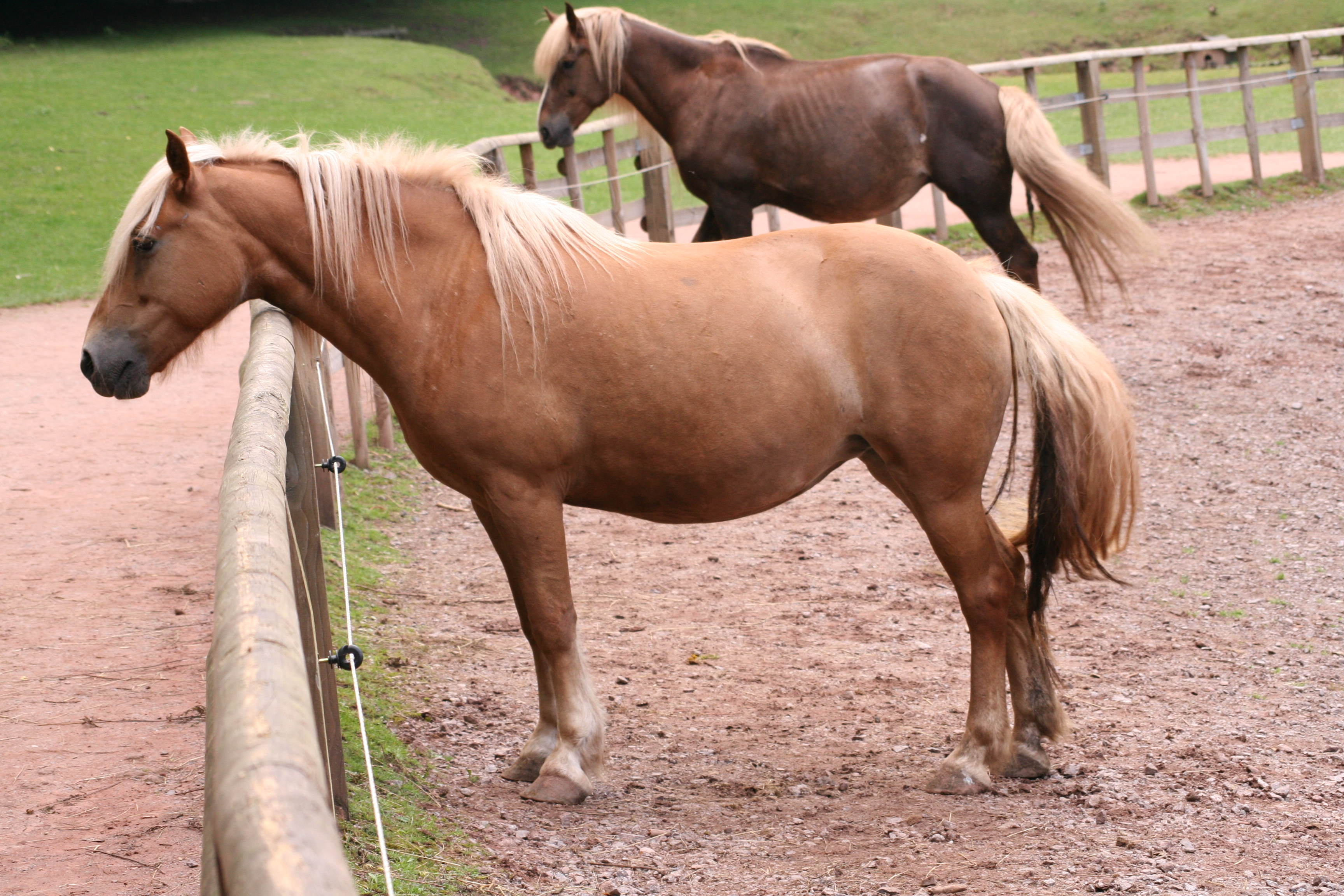
Dos posibles imitaciones de palomino. El caballo de delante es probablemente un castaño con lino. El caballo del fondo parece un castaño de hígado con crines y cola de lino, pero la coloración podría deberse al gen silver dapple. Algunos registros de color pueden aceptar ambos tonos como "palomino"

.

## En la cultura popular

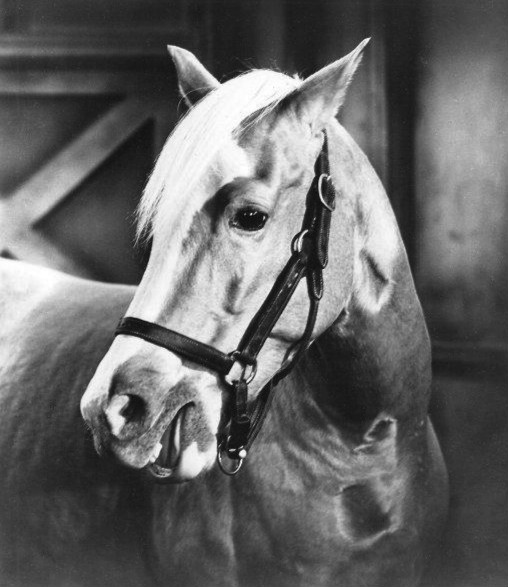
Fotografía en blanco y negro de la cabeza del caballo Bamboo Harvester, caballo palomino que encarna a Mister Ed, el caballo que habla.

Las representaciones de caballos con pelaje palomino son bastante numerosas, lo que da fe de la constante popularidad de este color de pelaje a lo largo de los tiempos. El impresionante aspecto de los palominos les ha valido en ocasiones el apodo de caballos mágicos (magical horses), dando lugar a diversas interpretaciones, que van desde el caballo de la suerte o regalo de los dioses hasta el animal de la mala suerte (según un cuento escocés). En una época en la que el mecanismo genético del pelaje seguía siendo desconocido, la dificultad de obtener un palomino, incluso cruzando dos palominos, hacía que el pelaje fuera aún más misterioso.